# Sonic Free Riders
Sonic Free Riders (ソニック フリーライダーズ?, Sonikku Furī Raidāzu) è uno dei primi videogiochi con controllo di movimento, grazie al Microsoft Kinect, della serie Sonic the Hedgehog. Il gioco è praticamente la versione aggiornata per Microsoft Kinect del gioco Sonic Riders (ma con una trama diversa) e uno dei titoli di lancio del Kinect, pubblicato il 4 novembre 2010 in Nord America, il 10 novembre in Europa, il 18 novembre in Australia e il 20 novembre in Giappone.

## Modalità di gioco
Il gioco è incentrato sull'utilizzo del proprio corpo per controllare il personaggio scelto attraverso il percorso. Le azioni includono inclinare il proprio corpo per manovrare l'Extreme Gear, la tavola volante utilizzata nel gioco, simulare una pedata per incrementare la velocità, e saltare, per fare delle evoluzioni e ottenere un punteggio (identico a quelli a cui hanno abituato i precedenti episodi dell'intera serie) che se alti (A, A+, S e S+) permettono di imboccare scorciatoie e passaggi più veloci. Il giocatore deve inoltre utilizzare altri mezzi per proseguire, come moto d'acqua o carrelli da minatori, con cui usare i giusti movimenti per seguire il corretto percorso e non rallentare o subire danni. Inoltre in alcuni brevi tratti si deve mimare una nuotata per superare il tratto sott'acqua. Raccogliendo abbastanza anelli, si può aumentare il livello e le abilità dei singoli personaggi.
Ci sono diversi power-up e armi, e ognuno richiede specifici movimenti per attivarli, come il "Razzo a Impatto" che viene lanciato come un pallone da football, o uno speciale boost che è attivato scuotendo la mano come si scuote una lattina (la "Lattina Esplosiva").
Come nei precedenti titoli, i personaggi sono classificati in Velocità (Speed), Volo (Flight) e Potenza (Power). I giocatori possono equipaggiare i propri Gear con speciali abilità e potenziamenti, come una migliore maneggevolezza o l'abilità di rompere barriere, che possono essere poi cambiate durante ogni gara in base alla propria postura.
La principale campagna in single-player è il "Grand Prix Mode", dove si seleziona uno dei diversi team di personaggi con cui giocare durante la storia. Oltre alle modalità "Time Attack" e "Free Racer", Sonic Free Riders offre anche alcune modalità multiplayer che possono essere giocate in cooperazione. "Tag Mode" permette a due giocatori di gareggiare assieme, richiedendo coordinazione e sincronismo per fare evoluzioni combinate, mentre nel "Relay Mode", giocabile al massimo da 4 giocatori, richiede dei compagni di squadra per scambiarsi di posto a ogni giro. Il multiplayer locale supporta due giocatori attivi mentre il multiplayer online supporta un giocatore per console e fino a 8 giocatori. Il gioco supporta inoltre il riconoscimento vocale, permettendo ai giocatori di navigare i menu usando la propria voce.

## Trama
Il Dr. Ivo "Eggman" Robotnik sta tenendo un secondo EX World Grand Prix, offrendo in premio denaro e tesori. I premi sono i "Ghost Queens of Babylon". Questa volta mette in gara quattro team invece di due, per vedere chi è il migliore. In realtà il suo reale motivo è raccogliere dati da tutti i partecipanti per programmare i suoi robot E-10000G. Il piano di Eggman viene scoperto, ma in realtà la vera mente non è lui, bensì Metal Sonic, che ha tradito il suo stesso creatore e ha copiato ogni dato dei team (proprio come aveva fatto nel gioco Sonic Heroes). Metal Sonic si scontra con il vero Sonic nella gara finale, ma perde ed è costretto a fuggire. Nonostante Eggman se ne sia preso gioco, ciò che conta è che tutti si siano divertiti.

## Personaggi
- Sonic the Hedgehog (Speed)
- Miles "Tails" Prower (Flying)
- Knuckles the Echidna (Power)
- Dr. Eggman (Power)
- Amy Rose (Speed)
- Shadow the Hedgehog (Speed)
- Metal Sonic (Speed)
- Rouge the Bat (Flying)
- Cream the Rabbit (Flying)
- Silver the Hedgehog (Flying)
- Blaze the Cat (Speed)
- Vector the Crocodile (Power)
- Jet the Hawk (Speed)
- Wave the Swallow (Flying)
- Storm the Albatross (Power)
- Super Sonic (Power)

## Doppiaggio
Mentre i doppiatori originali giapponesi sono ancora una volta gli stessi come negli altri videogiochi della serie, questo è il primo gioco dove tutti i doppiatori americani di 4Kids sono stati rimpiazzati dai doppiatori di Studiopolis. Come in Sonic Colours, sono state rimpiazzate tutte le voci, lasciando solo Mike Pollock nel cast continuando il suo ruolo come Eggman. Sebbene siano incluse nel disco di gioco entrambe le tracce sia giapponese che inglese, non c'è un'opzione specifica per passare da una all'altra, in nessuna versione regionale. Il gioco setta sia il testo che la lingua di default, seguendo le impostazioni della lingua della console, cosicché l'unico modo di modificarla è cambiando le impostazioni della Xbox.
In Italia il doppiaggio è stato mantenuto e solo i sottotitoli sono stati tradotti.

## Accoglienza
| Critica              | Voto   |
| -------------------- | ------ |
| GameRankings         | 51.24% |
| Metacritic           | 47/100 |
| GamesRadar.com       | 4/10   |
| GamesTrailers.com    | 4.5/10 |
| OfficialXboxMagazine | 7.5/10 |
| IGN                  | 7.5/10 |
| GameSpot             | 4.5/10 |
| 1UP.com              | D      |
| Eurogamer            | 4/10   |
| SpazionGames.it      | 4.5/10 |
| MondoXbox.com        | 6.5/10 |
| Multiplayer.it       | 6.5/10 |
| KinectMania.net      | 7/10   |

Il gioco è stato uno dei migliori titoli di lancio della periferica Microsoft Kinect, ha venduto molte copie soprattutto in Giappone ottenendo una edizione platino nel proprio paese d'origine.
Tuttavia, la critica in generale non ha accolto positivamente il gioco. Secondo 1UP.com il gioco semplicemente "non funziona".
Per GameSpot e SpazioGames il vero problema sono i comandi, imprecisi e in ritardo, che rendono l'esperienza di gioco frustrante.
Secondo GamesRadar la novità del Kinect è accettabile, ma mancano i contenuti e le infrastrutture online sono carenti.
Per IGN l'audio, la grafica, i contenuti, i personaggi sono buoni, ma i menu non sono ben curati, sebbene i controlli siano divertenti quando ci si prende la mano.
Comunque per GameSpot e Official Xbox Magazine il comparto video e i percorsi, come i contenuti sbloccabili e le modalità multiplayer, sono ben curati e degni di nota.
Secondo Eurogamer, e MondoXbox i le idee di fondo sono buone e il potenziale molto, ma l'imprecisione dei movimenti è fastidiosa e ciò compromette l'intero gioco. In particolare per MondoXbox il tempismo risulta fondamentale e serve un po' di pratica per giocare al meglio.
Secondo Multiplayer.it il controllo dei movimenti in realtà è possibile, basta solo utilizzare alcuni accorgimenti per non rendere l'esperienza di gioco frustrante. Inoltre la difficoltà è generalmente alta, e sebbene i menu siano mal curati, il gioco ha una buona profondità e buoni contenuti.